# Frane Franić

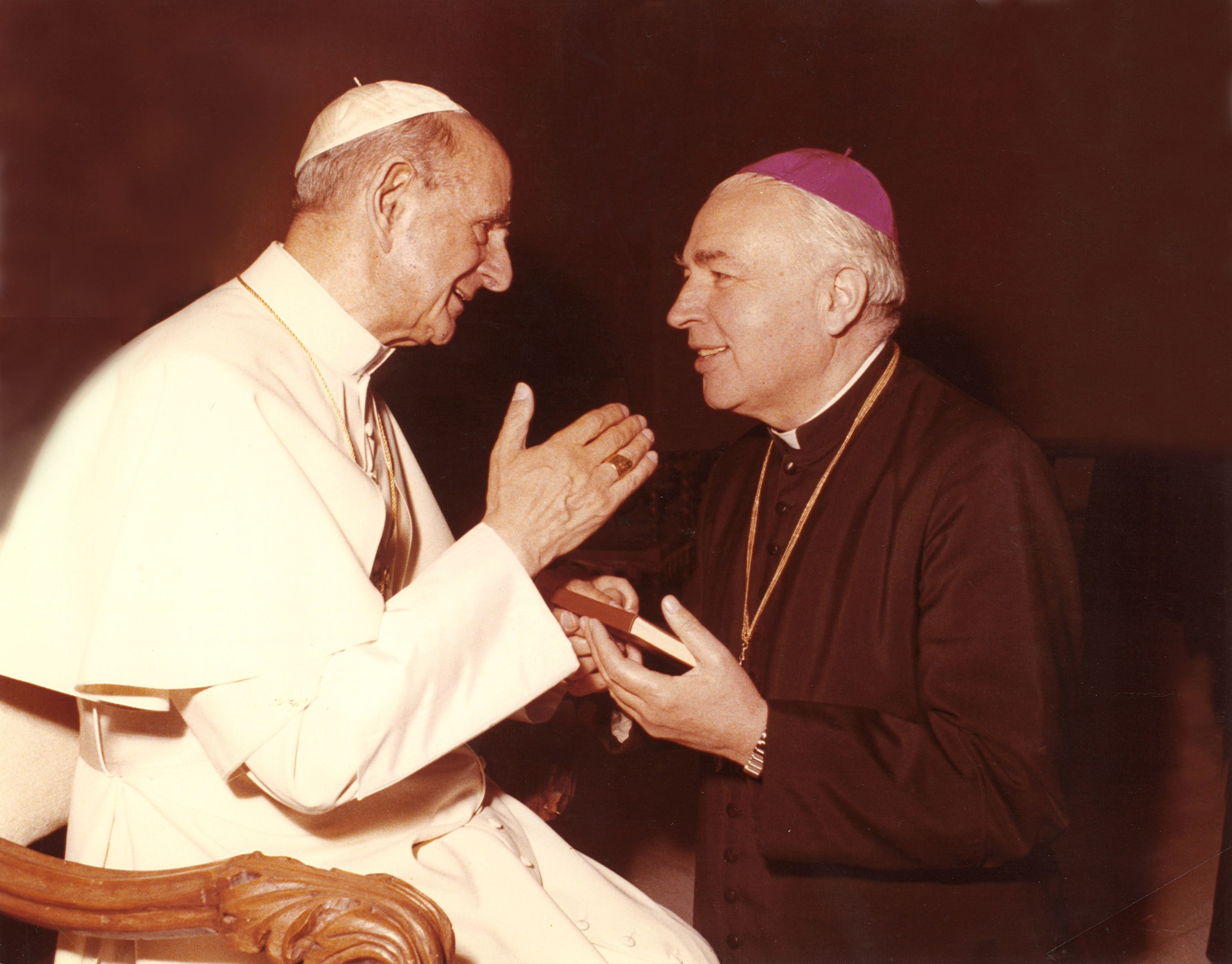
Frane Franić mit Papst Paul VI.

Frane Franić (* 29. Dezember 1912 in Kambelovac, Kroatien; † 17. März 2007 in Split) war Erzbischof des Erzbistums Split-Makarska.

## Leben
Frane Franić empfing am 25. Dezember 1936 die Priesterweihe in Split. 1950 wurde er von Pius XII. zum Weihbischof im Erzbistum Split-Makarska bestellt und zum Titularbischof von Agathopolis ernannt. 1969 erfolgte die Ernennung zum Erzbischof des Erzbistums Split-Makarska. 1988 wurde seinem Rücktrittsgesuch von Johannes Paul II. stattgegeben.